# Омар Карами
Омар Карами (на арабски: عمر کرامی) е ливански политик, роден на 7 септември 1934 г. в Ан-Нури.
Произхожда от политически влиятелни семейство. Считан е за застъпник и проводник на сирийското влияние в Ливан.
Министър-председател на Ливан:
- от 24 декември 1990 до 13 май 1992 г. и
- от 21 октомври 2004 до 28 февруари 2005 г.